# Царицын (гекбот, 1723)
«Царицын» — гекбот Каспийской флотилии Российской империи, один из гекботов типа «Астрахань». Участник Персидского похода 1722—1723 годов и исследований Каспийского моря.

## Описание судна
Парусный трёхмачтовый гекбот с деревянным корпусом, один из 41 гекбота типа «Астрахань», строившийся в Казани и Нижнем Новгороде с 1722 по 1727 год. Длина судна составляла 30,48—30,5 метра, а ширина 8,2—8,23 метра. Для тридцати гекботов, спущенных в 1723 году, все канаты и якоря изготавливались в Нижнем Новгороде, а мачты, реи, блоки и паруса в Казани, для чего 19 (30) октября 1722 года в Нижний Новгород и Казань были направлены мастера необходимых квалификаций. В кампанию 1726 года на гекботе устанавливались 10 орудий.
Губернатор Астраханской губернии А. П. Волынский так писал Петру I об увиденных им в 1723 году 30 гекботах этого типа: «Все гекботы так хороши, власно как бы фрегаты... все лучше того на котором изволили прошлаго года ходить Ваше Величество».
Первый из двух гекботов Каспийской флотилии, носивших это наименование, второй одноименный гекбот был построен в 1729 году. Также в составе флотилии нёс службу одноимённый гребной фрегат 1795 года постройки.

## История службы

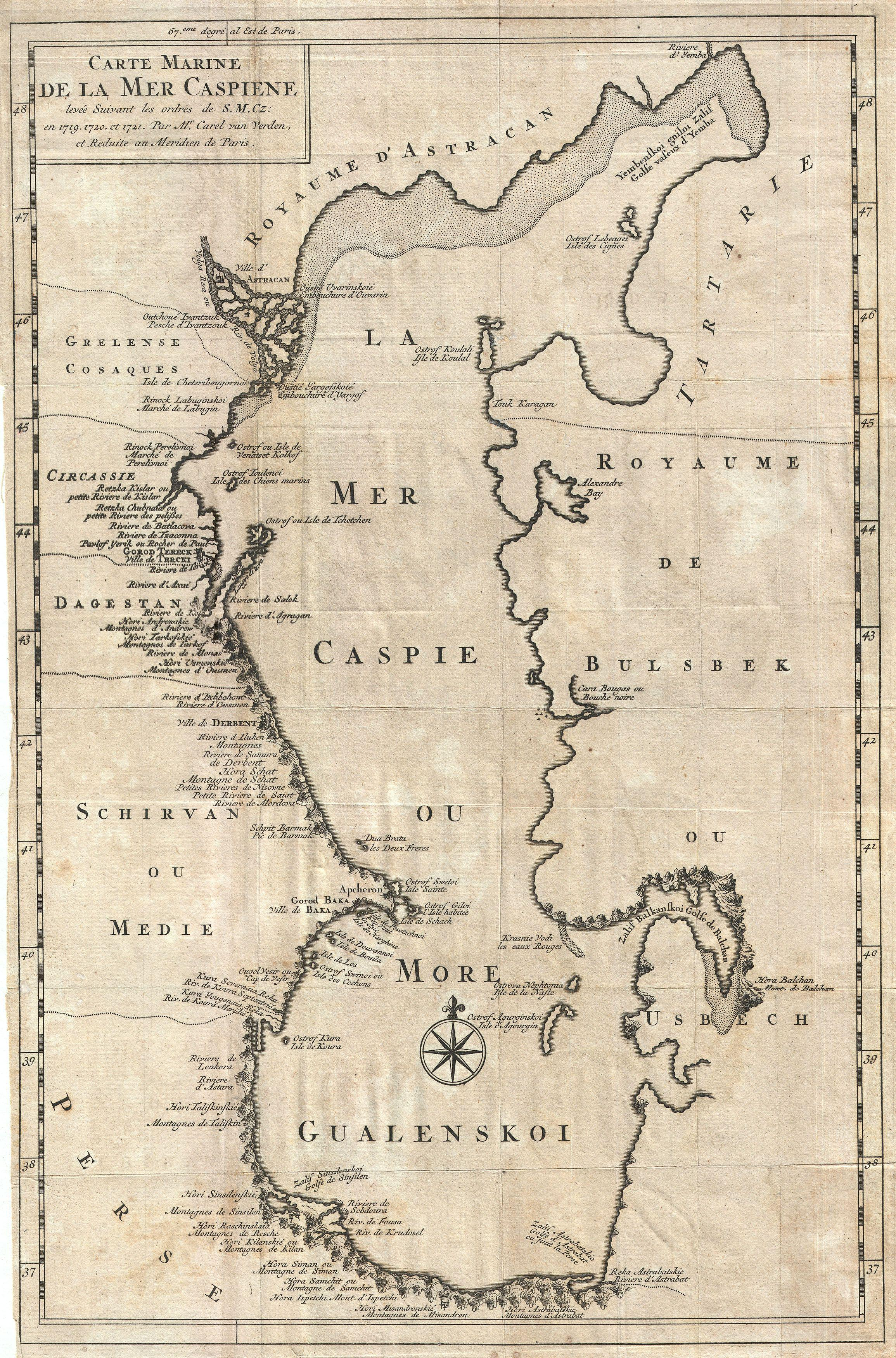
Карта Каспийского моря, 1721 год

Гекбот «Царицын» был заложен на стапеле Нижегородской верфи в 1722 году, после спуска на воду в 1723 году вошёл в состав Каспийской флотилии России.
В мае—июне того же года совершил переход по Волге в Астрахань.
Принимал участие в Персидском походе 1722—1723 годов.
В кампанию 1726 года находился в составе отряда кораблей Каспийской флотилии под общим командованием капитан-лейтенанта Ф. И. Соймонова, который выполнял опись берегов Каспийского моря. Опись проводилась для актуализации карты и нанесения на неё новозавоёванных провинций, пристаней, рек, крепостей и рейдов. Во время проведения гидрографических работ экипажем гекбота в Красноводском заливе было обнаружено большое количество парусных судов, однако в связи с непростой обстановкой в части нападений пиратов в этом регионе, российские корабли не входили в залив и не вступали в контакт с экипажами этих судов.
От Красноводского залива отряд ушел на юг к Огурчинским островам. В районе островов был установлен контакт с местными жителями, которые узнав, что корабли отряда планируют входить в Балханский залив для торговли, начали обстрел лодки, направленной к берегу для переговоров. Отбив нападение, шлюпка вернулась к отряду. Гекбот открыл ответный артиллерийский огонь по нападавшим, однако из-за волнения не удалось установить его успешность, и корабли отряда ушли от островов.
Помимо исследований за время экспедиции в период с 10 (21) июня по 9 (20) августа 1726 года отрядом были захвачены 5 персидских и 2 туркменских судна.